# Шошкалы (озеро, Узункольский район)
Шошкалы (каз. Шошқалы) — озеро в Узункольском районе Костанайской области Казахстана. Находится в 18 км к востоку от села Королевка и в 3,5 км к юго-востоку от села Бауманское.
По данным топографической съёмки 1944 года, площадь поверхности озера составляет 7,23 км². Наибольшая длина озера — 6,9 км, наибольшая ширина — 1,8 км. Длина береговой линии составляет 20,8 км, развитие береговой линии — 2,15. Озеро расположено на высоте 158,8 м над уровнем моря.